# Neve Avivim

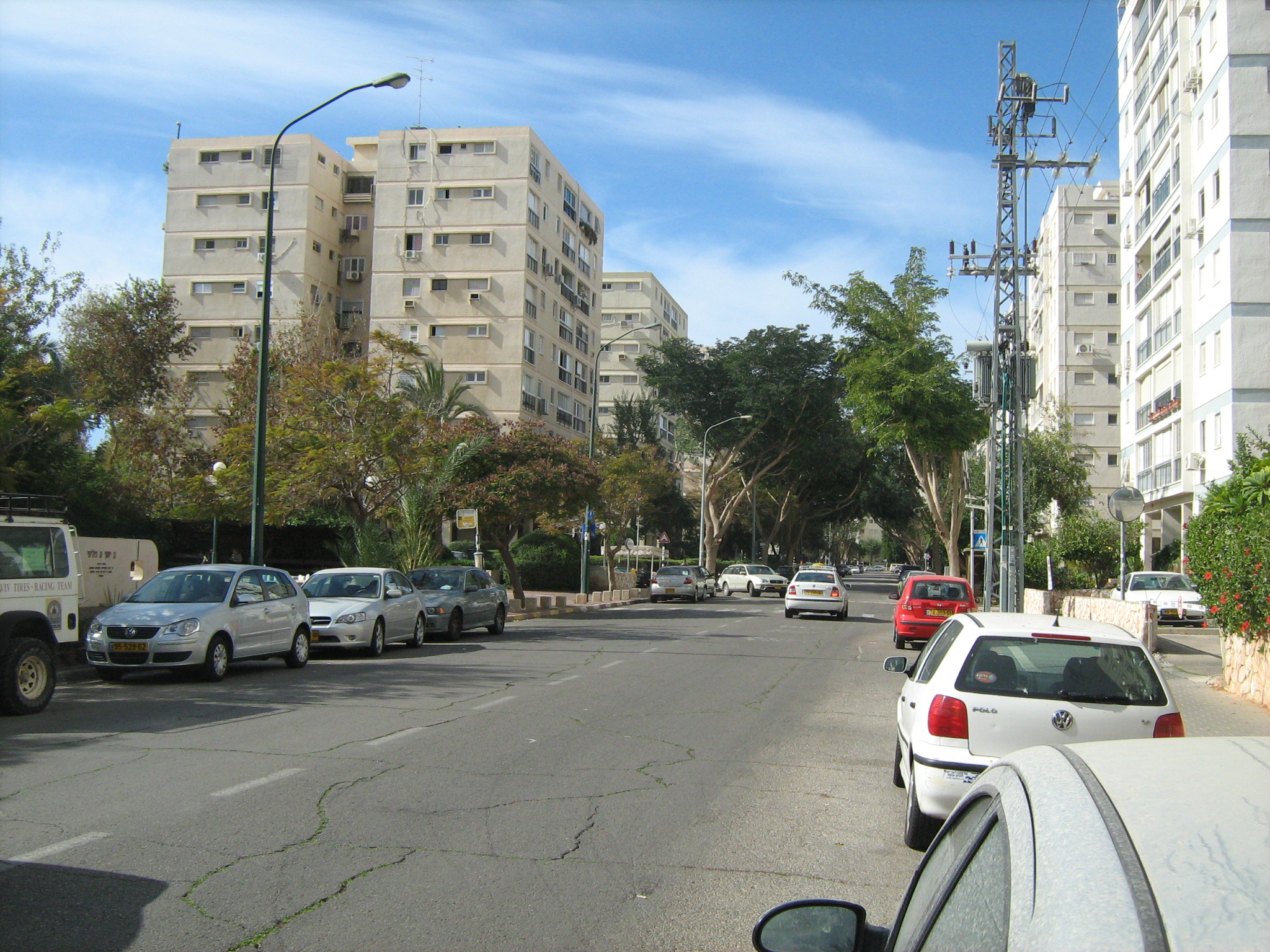
Zástavba ve čtvrti Neve Avivim, ulice ha-Rav Aši

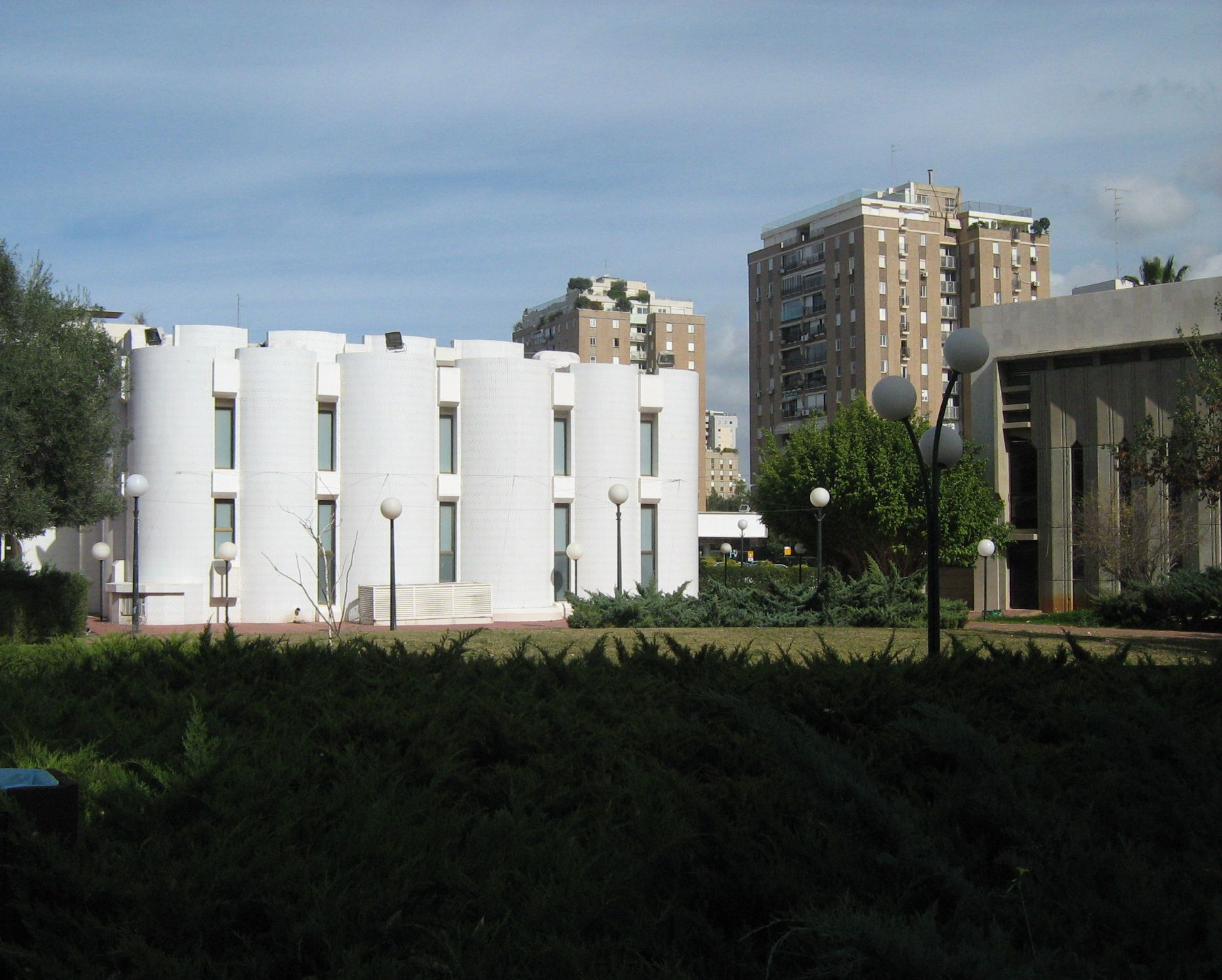
Synagoga ve čtvrti Neve Avivim

Neve Avivim (hebrejsky: נווה אביבים) je čtvrť v severozápadní části Tel Avivu v Izraeli. Je součástí správního obvodu Rova 1 a samosprávné jednotky Rova Cafon Ma'arav. V jejím rámci pak tvoří podčást širšího urbanistického okrsku Ramat Aviv.

## Geografie
Leží na severním okraji Tel Avivu, cca 1,5 kilometru od pobřeží Středozemního moře a cca 2 kilometry severně od řeky Jarkon, v nadmořské výšce okolo 30 metrů. Dopravní osou je dálnice číslo 2 (Derech Namir), která prochází po jejím západním okraji. Na východě sousedí s areálem Telavivské univerzity, na jihu s Ramat Aviv ha-Jaroka, na západě s Ramat Aviv ha-Chadaša a na severu leží Ramat Aviv Gimel.

## Popis čtvrti
Plocha čtvrti je vymezena na severu ulicí Sderot Keren kajemet le-Jisra'el, na jihu ulicí Tagore a Andersen. Na západě ulicí Sderot Namir a na východě ulicí Chajim Levanon. Zástavba má charakter vysokopodlažních obytných budov. V roce 2007 tu žilo 11 529 obyvatel, což je stejný počet jako ve čtvrti Ramat Aviv Bet. Někdy bývá Ramat Aviv Bet považován jen za jiné jméno pro čtvrť Neve Avivim. V seznamu čtvrtí jsou ovšem obě uváděny samostatně 